# Sylvain Maréchal
Sylvain Maréchal (Paris, 15 de Agosto de 1750 — Montrouge, 18 de Janeiro de 1803) foi um ensaísta francês, poeta, filósofo, bibliotecário e editor do jornal Révolutions de Paris.

## Biografia

### Primeiros anos
Nascido em Paris filho de um mercador de vinhos, ele estudou jurisprudência se tornando advogado na capital. Aos 20 anos publicou Bergeries, uma coleção de églogas, cuja venda foi bem sucedida o suficiente para lhe garantir emprego no Collège Mazirin como auxiliar na biblioteca.
Maréchal foi admirador de Jean-Jacques Rousseau, Voltaire, Claude Adrien Helvétius, e Denis Diderot, entre outros autores associados com as correntes de pensamento deísta e ateísta.

### Visão
Cedo ele desenvolveu seu próprio projeto que tomava a forma uma comuna agrária onde todos os bens seriam compartilhados. Em "Fragmentos de um Poema Moral em Deus" (Fragments d'un poème moral sur Dieu), Maréchal buscou trocar os elementos da religião praticada por um culto a Virtude, Esperança e Razão. (veja Culto à Razão).
Suas críticas a ambas as religiões e ao absolutismo político - "Livro dos Salvos da Inundação" (Livre échappé du déluge) uma paródia da Bíblia) e seu ateísmo fizeram com que perdesse seu cargo no colégio; Maréchal foi forçado a viver fora de seu posto literário. Sentenciado a quatro meses na prisão por publicar o "Almanaque dos Notáveis" - no qual utilizava o formato de um almanaque ou dicionário, trocando as figuras usuais do calendários dos santos pela de personagens famosos (como Blaise Pascal), anunciando o Calendário Republicano Francês. Deste momento até sua morte, ele publicaria anonimamente, para evitar futuros processos e condenações.

### Revolução
Um apoiador entusiasta da Revolução Francesa, Maréchal também defendeu os pobres. Nunca se envolveu no conflito entre Girondinos e Jacobinos, ao invés disso se preocupou com os eventos revolucionários externos às assembleias, especialmente depois da Reação Termidouriana e o estabelecimento do Diretório Francês. O encontro entre ele e François-Noël Babeuf (Gracchus Babeuf) e mais tarde o seu envolvimento com a conspiração iria encontrar em Maréchal como uma de suas primeiras influências no socialismo utópico, como mostrado no manifesto que escreveu em apoio aos objetivos de Babeuf - "Manifesto dos Iguais" (Manifeste des Egaux) (cuja primeira edição data de 1796).
Seus trabalhos posteriores incluiriam um "Projeto de Lei Prevenindo o Ensino de Habilidades de Leitura à Mulheres" (Projet de loi portant défense d'apprendre à lire aux femmes) uma evidência das limitações de seu Igualitarismo, bem como um "Dicionário dos Antigos e Modernos Ateus" (Dictionnaire des Athées anciens et modernes).

## Obras

### Período clássico (poesias)
- Bergeries (1770)
- Chansons anacréontiques (1770)
- Essais de poésies légères suivis d'un songe (1775)
- Fragments d'un poème moral sur Dieu (1780)

### Período pré-revolucionário
- Dieu et les prêtres
- Fragments d'un poème philosophique (1781)
- L'Âge d'Or (1782)
- Livre échappé du déluge (1784)
- Almanach des Honnêtes Gens (1788)
- Apologues modernes, à l'usage d'un dauphin (1788)

### Período revolucionário
- Dame Nature à la barre de l'Assemblée nationale (1791)
- Jugement dernier des rois (théâtre, 1793)
- Manifeste des Égaux (1801)
- Pensées libres sur les prêtres (1798)
- Le Lucrèce Français (1798)
- Culte et lois d'une société d'hommes sans Dieu (1798)
- Les Voyages de Pythagore (1799)
- Dictionnaire des Athées anciens et modernes (1800)
- Pour et contre la Bible (1801).